# Stanisław Warkocki
Stanisław Mirosław Warkocki (ur. 3 marca 1940 w Poznaniu, zm. 4 sierpnia 2009 w Krakowie) – polski fizyk, profesor Akademii Pedagogicznej w Krakowie.

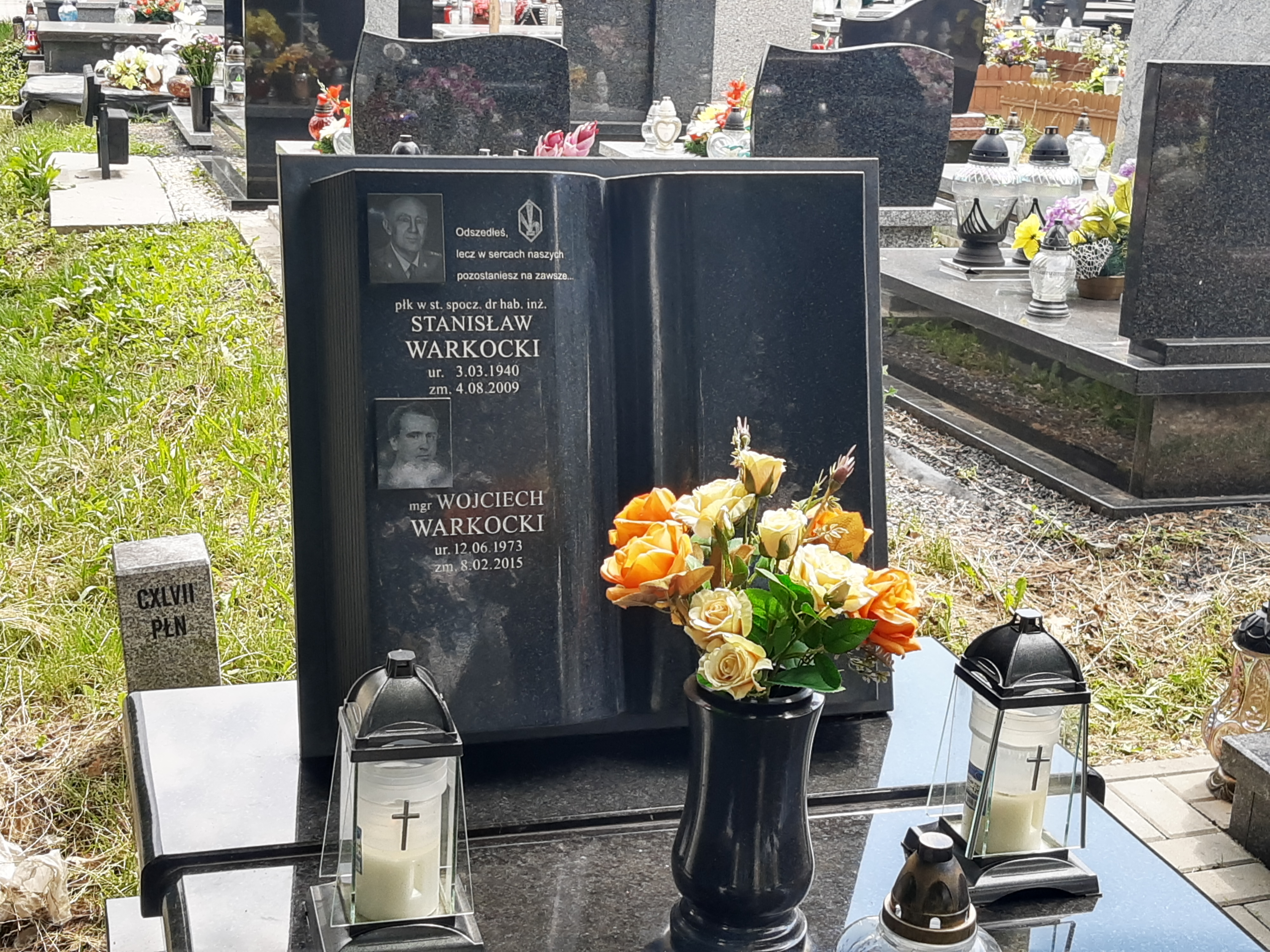
Grób prof. Stanisława Warkockiego na cmentarzu Prądnik Czerwony

## Życiorys
Ukończył studia na Wydziale Fizyki Uniwersytetu Poznańskiego, a następnie kontynuował naukę w Wojskowej Akademii Technicznej obierając specjalizację „elektronika kwantowa i ciała stałego”. Po ukończeniu nauki w 1967 pozostał na uczelni jako pracownik naukowy i wykładowca awansując kolejno do stopnia pułkownika, w 1980 obronił pracę doktorską, a w 1988 zakończył habilitację. W 1990 rozpoczął pracę w Instytucie Techniki Wyższej Szkoły Pedagogicznej im. Komisji Edukacji Narodowej w Krakowie (przekształcona następnie w Akademię Pedagogiczną), a w 1992 został dyrektorem tego Instytutu. Zatrudniony był na stanowisku profesora tej uczelni. Spoczywa w Krakowie na cmentarzu Batowickim (Prądnik Czerwony) (kwatera CXLVII-płn.-1).
Stanisław Warkocki specjalizował się w pracach i artykułach dotyczących zastosowania monokryształów półprzewodników pierwiastkowych w charakterze sensorów promieniowania jonizującego.